# In Artem Analycitem Isagoge

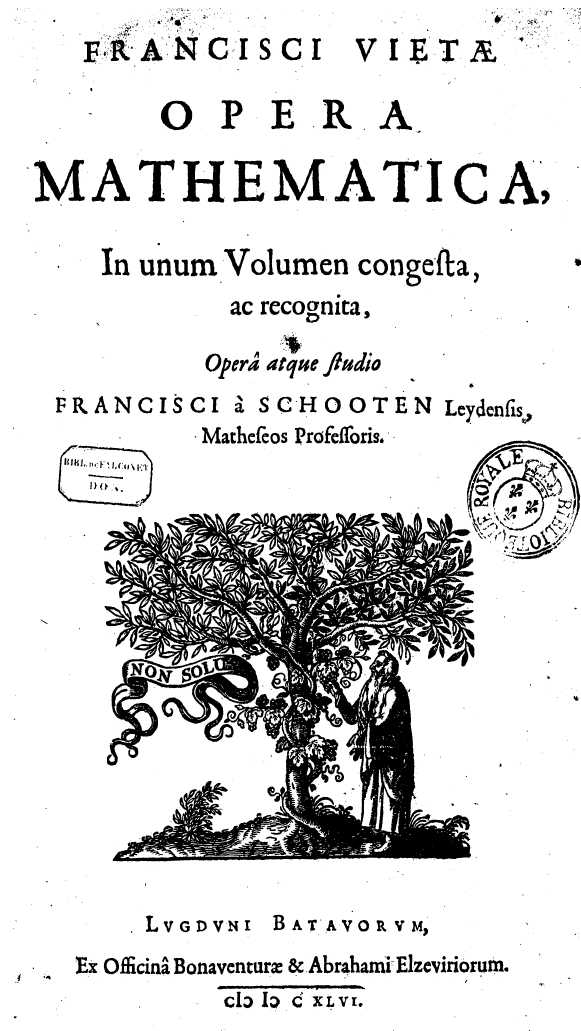
Primera página de la Opera Mathematica publicado en Leiden en 1646 por Bonaventure y Abraham Elzevir.

In Artem Analyticem Isagoge, o Isagoge es la obra de François Viète  publicada en 1591 y que abre la serie de sus obras algebraicas. Es el primer libro en donde se hace un uso sistemático de «letras» para designar las incógnitas y los parámetros de una ecuación algebraica.

## Concepción de la obra
La obra encuentra sus raíces en los trabajos de Pierre de la Ramée (también conocido como Petrus Ramus) orientados restaurar el lugar de las matemáticas en la universidad (de aquí el lugar preponderante que juega la noción de «homogeneidad»); también a los trabajos de sus alumnos, Guillaume Gosselin y Jacques Pelletier du Mans, que introdujeron una primera notación formal para las incógnitas de sistemas numéricos de dos ecuaciones lineales. 
Isagoge fue escrita por Viète probablemente en el castillo de Françoise de Rohan en Beauvoir-sur-Mer entre 1585 y 1588. Durante este período, el rey Enrique III de Francia lo había suspendido de sus funciones de maître des requêtes, y es durante estos "ratos de esparcimiento" que Viète emprende la tarea de dar fundamento a las prácticas de los algebristas. Publica la obra a sus expensas y se la dedica a Catherine de Parthenay.

## Contenido
Impreso por Jamet Mettayer, Isagoge abre una época de formalismo algebraico. Se ofrece, en términos modernos, como una axiomática de cálculos literales y como un «método para inventar bien en matemáticas». Constituye un aporte fundamental a la construcción del álgebra literal actual, como ilustra B. Lefebvre desde 1890.
Escrito en latín y disponible en Gallica, In Artem Analyticem Isagoge es una pequeña obra que se divide en ocho capítulos. 